# Дело Брунери — Канеллы
Дело Брунери — Канеллы (итал. Smemorato di Collegno) — судебное разбирательство в Италии с широким освещением в СМИ в отношении объявившегося в 1926 году без вести пропавшего в Первой мировой войне мужчины. Вопрос о его личности подробно разбирался в газетах и судах на протяжении почти 40 лет. Из-за общенационального интереса к этому случаю с 1930-х годов в итальянскую речь входит выражение Обеспамятевший из Колленьо (итал. smemorato di Collegno), означающее забывшего что-то человека.
Мужчина сначала был признан профессором философии Джулио Канеллой, который пропал без вести на полях сражений Первой мировой войны. Его супруга Джулия Кончетта Канелла верила, что муж вернётся, и, увидев в газете фотографию о потерявшем память человеке, решила, что узнала его. В психиатрической больнице после нескольких свиданий она поверила в свою догадку.
Несколько дней спустя появилось анонимное письмо к квестору Турина, в котором человека с амнезией назвали анархистом и мелким преступником с криминальным прошлым по имени Марио Брунери. После расследования и нескольких судебных процессов с рассмотрением апелляций, суд установил, что человек без памяти действительно был Брунери.
За весь период дела синьора Канелла жила со своим «мужем» и родила от него троих детей. После вынесения вердикта они сбежали от скандала в Бразилию. Брунери скончался в 1941 году. Джулия Кончетта Канелла безуспешно пыталась организовать пересмотр дела. Она умерла в 1977 году.

## Предыстория
Джулио Канелла родился в Падуе в 1881 году. После обучения он переехал в Верону, где занял пост директора средней школы. В 1916 году он был в числе основателей католической газеты Corriere del mattino.
Затем он женился на своей кузине Джулии, дочери богатого помещика из Бразилии. У супругов родились две дочери (вторая — в 1916 году).
Туринский машинист Марио Брунери родился в 1886 году. Он был бездомным анархистом и мелким жуликом, находящимся в розыске с 1922 года за мошенничество и насилие.

## История дела

### Пропавший без вести
25 ноября 1916 года профессор Канелла был капитаном пехотной роты на македонском фронте недалеко от Никополя. Во время боя с болгарскими военными итальянская рота погибла. Некоторые из товарищей по оружию сообщали, что Канелла был тяжело ранен в голову, но выжил и попал в плен.
После контратаки итальянской стороне удалось одержать победу. На допросах пленные болгары отрицали факт пленения капитана. На поле боя его тело также не нашли.
Канелла числился пропавшим без вести. Министерство обороны Италии уведомило официальным письмом его супругу. Она не приняла эту новость и надеялась на его возвращение.

### Амнезия
Одиннадцать лет спустя, 6 февраля 1927 года, в национальной газете «La Domenica del Corriere» под заголовком «Кто их видел?» вышла история о находящемся в психиатрической больнице с 10 марта 1926 года обезумевшем из Колленьо. Мужчину, крадущего медную вазу, заметил смотритель еврейского кладбища. При задержании карабинерами он бродил по Турину, плакал и угрожал самоубийством. 45-летний мужчина с окладистой бородой утверждал, что не помнит ни своего прошлого, ни имени.
Квестор Турина приказал направить задержанного в психиатрическую больницу в надежде, что там к тому вернётся память. Мужчина вёл себя тихо, вежливо и проявил некоторую образованность. Ему поставили диагноз «ментальный блок», который мешал вспомнить прошлое и собственную личность. Его записали «Inconnu» («Неизвестный») под номером 44170.
Джулия Кончетта Канелла увидела его фотографию в газете и решила, что это её муж. 27 февраля 1927 года по её просьбе им была устроена встреча.

### Посещения больницы
Пациент боялся сталкиваться с персоналом и посетителями, поэтому встречу организовали якобы случайную.
Мужчину вывезли на прогулку в монастырь, где ему повстречалась Джулия Канелла, не выказывая эмоций или сигналов. Канелла заявила, что пациент, несомненно, является её мужем. На следующий день мужчина сказал психиатрам, что узнал женщину и некоторые воспоминания воскресли в его сознании. Во время третьей встречи Джулия расплакалась, мужчина обнял её. В тот же день четвёртая встреча убедила врачей, что их безымянный пациент действительно Канелла, который поведал им о неких смутных воспоминаниях и своих детях. Встречи продолжились для способствования восстановлению памяти; пациент считался идентифицированным.
В марте 1927 года пациента официально признали профессором Канеллой и отправили обратно в Верону с женой. История человека, пропавшего на войне и вернувшегося к семье спустя более десяти лет, получила широкую огласку в СМИ.
На интервью супруги Канелла не согласились, и никто не знал, чем он занимался предыдущие 9 лет.

### Арест
3 марта 1927 года, через несколько дней после счастливого конца истории, квестору Турина пришло анонимное письмо, где человека с амнезией назвали Марио Брунери — машинистом, анархистом и жуликом из Турина.
Брунери не раз отбывал тюремное заключение за финансовые махинации и воровство. Он находился в розыске в разных городах, включая Павию и Милан, вместе с преступницей и проституткой из Брешии по имени Камилла Гидини.
6 марта 1927 года Брунери арестовали и доставили в Турин.
Через два дня родственники Брунери — жена Роза Негро, 14-летний сын Джузепино, сёстры Мария и Матильда, брат Феличе — на очной ставке подтвердили его личность. Брунери считался пропавшим без вести 6 лет, когда бросил семью ради Камиллы Гидини. Брунери отказался признавать родных и сымитировал обморок. Другая женщина по имени Милли, состоявшая с ним в любовной связи, также опознала его как Брунери.
Мать Брунери, Эуджения Манто, не принимала участия в опознании из-за болезни сердца. Юристы Джулии Канеллы обжаловали установление личности Брунери на основании недопущения престарелой матери, что, в противном случае, сорвало бы планы семейства Брунери, руководимого квестурой и полицией. В результате, Эуджения Манто скончалась 4 июля 1929 года от сердечного приступа, вызванного высказыванием юристов.

### Дознание
Квестор заказал сверку отпечатков пальцев названного Канеллой с архивными документами судимого Брунери. В огромном архиве Рима не сразу обнаружились нужные отпечатки. Наконец, Научно-исследовательская школа Рима подтвердила в телеграмме, что потерявший память человек и Брунери — это один и тот же человек. Брунери заключили в тюремную психиатрическую больницу Колленьо в ожидании дальнейших разбирательств.
Джулия Канелла добивалась признания через суды, что заключённый — не Брунери. Знаменитый адвокат и юрист Франческо Карнелутти и адвокат, член Национальной фашистской партии Роберто Фариначчи вызвались защищать Брунери. Карнелутти, задействуя политические связи, удалось добиться освобождения самозванца 23 декабря 1927 года.
Мать Брунери высказалась, что не сомневалась в очередной хитрости сына, что характерно для него. Роза Негро и Феличе Брунери оспорили решение суда, чтобы вернуть своего нерадивого родственника в семью.

## Дальнейшие события

### Хронология
- 28 декабря 1927 года Туринский уголовный суд объявляет бездоказательным обвинение подсудимого, несмотря на предоставленные квестором результат дактилоскопии и психиатрическую справку доктора Копполы.
- Начало 1928 года. Семья Брунери оспаривает решение в Туринском суде.
- 15 ноября 1928 года. Туринский суд признаёт личность подсудимого как Марио Брунери, отвергая ходатайство семейства Канелла.
- 24 марта 1930 года. Из-за процессуальных ошибок сторона Канелла получает право представить дополнительные доказательства в свою пользу.
- 2 мая 1931 года. После нового судебного разбирательства Флорентийский апелляционный суд восстанавливает приговор Туринского суда, отклонив прошение о пересмотре и затягивании судебного разбирательства.
- 25 декабря 1931 года. В очередном судебном заседании Канелла отказывается от дальнейшего пересмотра дела. Решение 14 судей разделилось поровну. В итоге, председатель комиссии посоветовался с министром юстиции Альфредо Рокко. Личность Брунери подтверждена дважды.
- 1946 год. Очередной запрос на возобновление дела отклонено, согласно закону того времени.
- 1964 год. Джузеппе Канелла — сын Джулио Канеллы — получает отказ на доследование.

### Гражданский суд
22 октября 1928 года начался двухгодичный процесс гражданского суда, закончившийся подтверждением личности Марио Брунери.
В итальянской армии имя Канелла никогда не вычёркивалось из списка пропавших без вести.
Самозванец жил с Джулией Канеллой, которая родила троих детей: Элизу (21 ноября 1928), Камилло (31 декабря 1929), Марию (12 сентября 1931). Согласно итальянскому законодательству, они не считались детьми пропавшего без вести Джулио Канеллы, и были зарегистрированы в Бразилии благодаря влиянию богатого отца Джулии.
Марио Брунери направили в тюрьму Карчери Нуове на два года. Позже его перевели в тюрьму Палланце.
Джулия Канелла продолжала изыскивать способы пересмотра дела.

### Общественное мнение
Скандальный случай спровоцировал спрос на газеты. Многие издатели занимали ту или иную сторону. Появились две неофициальные группы — canellians и brunerians.
Canellians приводили в качестве доказательства воспитанность и образованность человека, ведь Брунери слыл грубым невежей. Мужчину признали 25 членов семьи друзей Канелла, а также 145 знакомых.
Brunerians отвечали, что Брунери занимался самообразованием, обучаясь в институтах наподобие того, где получил образование профессор Канелла. Кроме того, имеются научные доказательства, отпечатки пальцев, свидетельства знакомых. Выяснилось, что в молодости Брунери увлекался философией и изучал предмет самостоятельно.
В 1931 году известный специалист по психоневрологии и военным травмам, Альфредо Коппола, опубликовал "Дело Брунери-Канеллы при психоневрологическом обследовании (психобиографическое и медико-правовое исследование). Он подтвердил личность Брунери, который инсценировал амнезию. Проделанная Копполой работа была столь нова для своего времени, что до сих пор считается важной в нейропсихиатрии. Работа Копполы принесла ему пост на кафедре клинической неврологии в университете Палермо.
Другие выдающиеся современные учёные соглашаются с Копполой. Среди несогласных учёных Джованни Мингаццини, Каллигарис, Перрандо и Пеллегрини.

### Окончательный вердикт
В 1931 году суд подтвердил личность Брунери и вынес приговор. Мнение 14 судей разделилось поровну. Председатель суда три дня советовался по делу с министром юстиции Альфредо Рокко. Тот ответил: «Я не дам более ни часа. Пора заканчивать эту клоунаду».
Суд признал троих детей супругов незаконнорождёнными, а их союз «противоречащим общественной нравственности». Журналистское расследование выяснило, что на голове подозреваемого отсутствует огнестрельное ранение, как должно было быть у Канеллы.

### Переезд в Бразилию
Джулия Канелла жила с Брунери как с мужем, что считалось скандальным и нанесло вред её репутации. Её отец, беспокоясь за престиж семьи, вынудил дочь перебраться в Бразилию вместе с сыновьями после освобождения из тюрьмы «мужа».
Некоторые газеты заявили, что сама Джулия Канелла теперь сомневается в личности «супруга» и притворяется, чтобы избежать крупного скандала.
Бразильское правительство юридически признало сыновей Джулии и закрепило за ними фамилию Канелла. Её супруга юридически зарегистрировали как Джулио Канеллу со званием «профессор». Семья поселилась в Рио-де-Жанейро, где мужчина периодически писал для местных газет, изучал философию и дал несколько лекций.
Брунери/Канелла изложил в письме к папе Пию XI некоторые свои философские идеи. Секретарь Ватикана ответил обращением в письме к «синьору профессору Джулио Канелле», несмотря на неопровержимые доказательства обратного.
Брунери умер в Рио-де-Жанейро 12 декабря 1941 года. Джулия Кончетта Канелла безуспешно пыталась организовать пересмотр дела. Она умерла в 1977 году.

## Дальнейшие открытия

### Расчёт предполагаемой встречи Канелла и Брунери
После суда английская аристократка, проживавшая в Милане, направила письмо в суд, подписавшись «миссис Тейлор». Женщина в 1923 году приютила бездомного, одетого в старую военную форму. Она его накормила, дала в дорогу еды и новую одежду. Она называла его «Бродяга» (Il Randagio). Они много разговаривали и стали друзьями.
Бродяга рассказал ей, что воевал вдали от семьи. К сожалению, из-за травмы он не мог вспомнить своё имя, где живёт его семья и другие детали. Он познакомился с местной молочницей и представил её аристократке. Вскоре у женщин возникли подозрения относительно настоящей личности мужчины. Перепады настроения, несоответствия рассказов, забывчивость, внезапные воспоминания через день наталкивали на мысль, что Бродягой были два похожих человека. Подозрение подтвердилось, когда среди вещей Брунери обнаружили куртку, подаренную аристократкой. Брунери действительно жил в Милане какое-то время с Камиллой Гидини, разыскиваемой полицией.
Миссис Тейлор утверждала, что добрый Канелла был настоящим Бродягой. Она полагала, что Брунери присоединился к нему на улице, подружился и узнал о его жизни (хотя детали отсутствовали после перенесённой травмы). Опасаясь преследования со стороны полиции, Брунери украл личность Канеллы и спрятался в психушке. Когда жена Канеллы приехала к нему, Брунери воспользовался шансом сбежать от своего криминального прошлого.

### Письма Брунери
В 1960 году появилась новая информация о деле. Феличе Брунери, брат Марио Брунери, показал пять писем, отправленных братом матери из психиатрической больницы. В письмах он объяснил ситуацию и попросил помощи от семьи, поскольку голоден и раскаивается в своих преступлениях.
Письма опубликовали через 19 лет после смерти Брунери. Немногие из них уцелели, поэтому их невозможно было сверить по почерку. Тем не менее, эти письма считаются одной из важных улик, свидетельствующих об истинной личности главного фигуранта дела. Брат сожалел, что не обнародовал письма раньше, боясь опозорить семью и память матери. Письма взбудоражили canellians, которые пытались открыть новое судебное разбирательство, чтобы очистить имя Джулио Канеллы.

### Наследники и церковь
В 1964 году Беппино Канелла — старший сын Джулио Канеллы — выступил с публичной речью, называя его своим отцом.
Дон Джермано Альберти, друг Джулии Канеллы, предложил причислить Джулио Каннеллу к лику святых. Его запрос не удовлетворили. После долгих прошений наследников и друзей семьи Канелла 10 июня 1970 года Римско-Католическая церковь в лице кардинала и госсекретаря Ватикана Джованни Бенелли официально выпустила заявление для прессы, утверждая, что церковь официально признаёт отцовство за Джулио Канеллой.

## Политические аспекты
Дело происходило в непростой политический период страны при фашистском режиме. Интеллектуальная элита была разделена. Многие представители католической верхушки заняли сторону brunerians, несмотря на официальную позицию церкви. Политики и журналисты, особенно из либерального крыла встали на сторону canellians.
Шумной историей некоторые политики пытались отвлечь внимание общественности от заключения Латеранского соглашения между католической церковью и итальянским государством, которое давало больше полномочий. Это был трюк Бенито Муссолини в попытке заручиться поддержкой католического электората при угрозе протестных движениях сильной либеральной партии. Леонардо Шаша осветил вопрос использования дела Брунери-Канелла в политических интересах в книге «Il teatro della memoria».
Когда дело оказалось спорным между клерикалами и либералами, Муссолини вмешался, пытаясь снизить накал в национальных СМИ. В итоге, он приказал газетам не писать о деле.

## Научное значение
Дело было знаковым для судебного процесса. Наука, особенно криминалистика (исследование почерка, психиатрический анализ), получила широкое распространение. Дело Брунери — Канеллы стало одним из первых примеров использования дактилоскопии в правовой системе Италии.
Психология привлекла внимание средств массовой информации, и известные теперь эксперты, работавшие по делу Брунери — Канеллы, сыграли важную роль в появлении многих психолого-исследовательских направлений. Стефано Заго подчеркнул, что Коппола разработал методы когнитивной оценки, которые используются до сих пор.

## В массовой культуре
- Луиджи Пиранделло, вдохновлённый делом Брунери — Канеллы, написал трёхактную драму «Как ты меня хочешь», впервые поставленную в Милане в 1930 году[2].
- В 1932 году вышла экранизация по мотивам пьесы Пиранделло «Какой ты меня знаешь» (англ. As You Desire Me) с Гретой Гарбо.
- В 1936 году актёр Анджело Муско сыграл главную роль в театральной адаптации «Lo Smemorato».
- В 1962 году вышел фильм «Lo smemorato di Collegno» Серджо Корбуччи с Тото в главной роли.
- В 1970 году RAI показал две серии «Processi a porte aperte» о событиях 11 и 13 августа. Племянники Брунери и родственники Канеллы пытались запретить трансляцию. Петицию составил священник, получив поддержку около 300 человек.
- На Венецианском кинофестивале в 1984 году был представлен фильм «Uno scandalo perbene». В нём у истории финал остался открытым.
- В 1988 году в Колленьо была проведена выставка «Sconosciuto a me stesso». Французский писатель Жан Жироду нашёл там вдохновение на создание «Зигфрид и Лимузин».
- Чехословацкое телевидение заключило серией «Неизвестный человек» (Neznámý) последний сезон (1998) сериала «Приключения криминалистики» («Dobrodružství kriminalistiky»)[5].
- Радиоведущий Фиорелло создал персонажа по имени lo smemorato di Cologno в своём шоу на Radio Due. Голос имитировал Сильвио Берлускони (Колоньо является центром его телеканалов). Герой теряет память каждый раз, когда вопросы касаются политических обещаний, социальных нужд или политических оппонентов. Берлускони сам сыграл роль в последнем эфире перед зимними праздниками в 2006 году.
- 2009 — Rai Uno выпустил телевизионный фильм «Амнезия» (итал. Lo smemorato di Collegno) с Маурицио Заккаро.
- 1 апреля 2009 года ТВ-шоу «Кто это видел» на Rai 3 (шоу о пропавших людях) попросило карабинеров сравнить письма Канеллы с фронта с письмами, предоставленными братом Брунери, и выявить следы ДНК. Экспертизы оказались безрезультатными.